# Булавоносец седоватый
Булавоносец седоватый (Corynephorus canescens) — вид цветковых растений рода Булавоносец из семейства Злаковые (Poaceae).

## Ботаническое описание

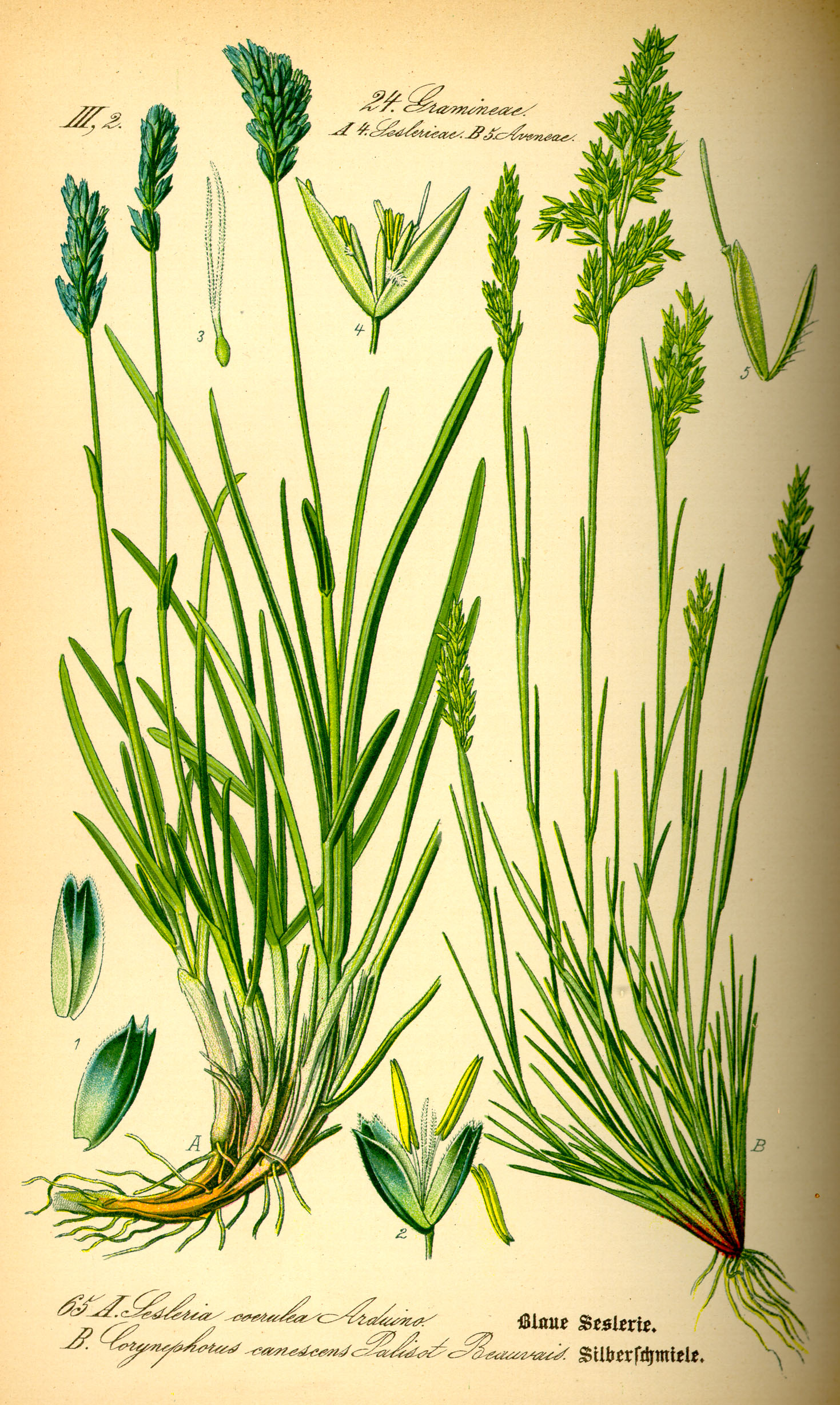

Многолетнее травянистое серо-зелёное растение, имеет высоту 15–35 см. Формирует дернину. Стебли многочисленные, прямые, снизу изогнуто-приподнятые. Листья щетинистые, заострённые, жёсткие, шершавые, с гладким краем, в прикорневой розетке. Влагалища листьев светло-розовые или темно-розовые. Соцветие — щетинистая метелка из нескольких двухцветных колосков. Пыльники сине-пурпурные, изредка желтые. Плод — сухая зерновка.

## Расширение и экология
Распространён в Европе и Средиземноморье. Растёт на сухих, бедных питательными веществами почвах, устойчив к засухе. Встречается на песчаных дюнах, скалах, полянах сосновых и берёзовых лесов, у дорог. Цветет в июне-июле. Размножается семенами.

## Экономическая ценность
Может использоваться для закрепления песчаных почв. Декоративное растение.

## Таксономия
Corynephorus canescens (L.) P.Beauv., Essai d'une Nouvelle Agrostographie 90, 149, 159. 1812.

### Синонимы
- Aira canescens L., Sp. Pl.: 65 (1753).basionym
- Avena canescens (L.) Weber in F.H.Wiggers, Prim. Fl. Holsat.: 9 (1780).
- Agrostis canescens (L.) Salisb., Prodr. Stirp. Chap. Allerton: 25 (1796).
- Weingaertneria canescens (L.) Bernh., Syst. Verz. Erf.: 51 (1800).
- Aira variegata St.-Amans, Fl. Agen.: 32 (1821), nom. superfl.
- Corynephorus incanescens Bubani, Fl. Pyren. 4: 311 (1901), nom. superfl.

Гетеротипные синонимы:
- Aira breviculmis Loisel., Fl. Gall. 1: 57 (1806).
- Aira triflora Willd. ex Steud., Nomencl. Bot., ed. 2, 1: 45 (1840), pro syn.
- Corynephorus canescens var. maritimus Godr. in J.C.M.Grenier & G.Godron, Fl. France 3: 502 (1856).
- Corynephorus canescens var. andinus Hack. ex Sodiro, Anales Univ. Centr. Ecuador 3(25): 481 (1889), nom. nud.
- Weingaertneria canescens var. pallida Beckh., Fl. Westfalen: 968 (1893).
- Weingaertneria canescens var. viridis Asch. & Graebn., Fl. Nordostdeut. Flachl.: 100 (1898).
- Corynephorus canescens f. pallidus (Beckh.) Soó, Acta Bot. Acad. Sci. Hung. 17: 121 (1971 publ. 1972).
- Corynephorus canescens f. viridis (Asch. & Graebn.) Soó, Acta Bot. Acad. Sci. Hung. 17: 121 (1971 publ. 1972).
- Corynephorus canescens subsp. maritimus (Godr.) Rivas Mart., Rivasgodaya 6: 166 (1991).